# Övertorneå
Övertorneå (em sueco) ou Matarengi (em finlandês) é uma localidade sueca situada na província histórica de Norrbotten. Tem cerca de 1 965 habitantes, e é sede da comuna de Övertorneå. Está situada na margem do rio Torne, o qual faz a fronteira com a Finlândia.